# لوئی یکم، کنت بلوآ
لوئی دو بلوآ (فرانسوی: Louis de Blois‎؛ 1172 – 14 april ۱۲۰۵ (۳۲−۳۳ سال))، کنت بلوآ از سال ۱۱۹۱ تا ۱۲۰۵ و یکی از رهبران اصلی جنگ صلیبی چهارم بود.